# いい女
『いい女』（いいおんな）は藤本ひとみの小説。またそれを原作とするテレビドラマ。

## テレビドラマ
TBS系列「愛の劇場」枠で2006年10月30日から12月15日までの平日13:00 - 13:30（JST）で放送されたテレビドラマ。主演は石野真子、石野の娘役を演じた吉高由里子の初めての連続ドラマレギュラー出演作品でもある。

### キャスト
- 中村詩織(45)：石野真子
- 早匂和樹(45)：野村宏伸
- 戸川蜜子(45)：斎藤陽子
- 中村誠一(50)：山崎一
- 本多浩行(42)：岡田浩暉
- 中村美香(18)：吉高由里子
- 中村由梨(15)：吉田紗也加
- 近内麻子(45)：山下容莉枝
- 松原千波(45)：松本圭未
- 川島若葉(45)：中村久美
- 栗原理沙(35)：小林麻子
- 百瀬美樹(19)：長谷川恵美
- 上原陽司(73)：前田昌明
- 上原英子(69)：星野晶子

### スタッフ
- 原作：藤本ひとみ『いい女』（中央公論新社刊）
- 脚本：西荻弓絵
- 企画：高野阿弥子（TBS）
- プロデュース：布施等
- 演出：今井和久、二宮浩行
- 主題歌：中村中「私の中の「いい女」」（エイベックス）
  - 作詞・作曲：中村中/編曲：浦清英
- 製作：MMJ、TBS